# Episodi di Airwolf (seconda stagione)
La seconda stagione della serie televisiva Airwolf è stata trasmessa negli Stati Uniti per la prima volta dall'emittente CBS dal 22 settembre 1984 al 13 aprile 1985 ed è composta da 22 episodi.
In Italia la stagione è stata trasmessa in prima visione da Italia 1 con il titolo Supercopter.
| nº | Titolo originale           | Titolo italiano | Prima TV USA      | Prima TV Italia |
| -- | -------------------------- | --------------- | ----------------- | --------------- |
| 1  | Sweet Britches             |                 | 22 settembre 1984 |                 |
| 2  | Firestorm                  |                 | 29 settembre 1984 |                 |
| 3  | Moffett's Ghost            |                 | 6 ottobre 1984    |                 |
| 4  | The Truth About Holly      |                 | 13 ottobre 1984   |                 |
| 5  | The Hunted                 |                 | 20 ottobre 1984   |                 |
| 6  | Sins of the Past           |                 | 27 ottobre 1984   |                 |
| 7  | Fallen Angel               |                 | 3 novembre 1984   |                 |
| 8  | HX-1                       |                 | 10 novembre 1984  |                 |
| 9  | Flight #093 Is Missing     |                 | 17 novembre 1984  |                 |
| 10 | Once a Hero                |                 | 24 novembre 1984  |                 |
| 11 | Random Target              |                 | 8 dicembre 1984   |                 |
| 12 | Condemned                  |                 | 5 gennaio 1985    |                 |
| 13 | The American Dream         |                 | 12 gennaio 1985   |                 |
| 14 | Inn at the End of the Road |                 | 26 gennaio 1985   |                 |
| 15 | Santini's Millions         |                 | 2 febbraio 1985   |                 |
| 16 | Prisoner of Yesterday      |                 | 9 febbraio 1985   |                 |
| 17 | Natural Born               |                 | 23 febbraio 1985  |                 |
| 18 | Out of the Sky             |                 | 2 marzo 1985      |                 |
| 19 | Dambreakers                |                 | 16 marzo 1985     |                 |
| 20 | Severance Pay              |                 | 23 marzo 1985     |                 |
| 21 | Eruption                   |                 | 6 aprile 1985     |                 |
| 22 | Short Walk to Freedom      |                 | 13 aprile 1985    |                 |